# 扎霍里亞尼夫卡
扎霍里亞尼夫卡（烏克蘭語：Загорянівка），是烏克蘭南部赫爾松州赫尔松区穆济基夫卡市镇内的村落。始建於1859年，面積2.73平方公里，海拔高度28米，2001年人口437，人口密度每平方公里160.4人。